# 橘家蔵之助
橘家 蔵之助（たちばなや くらのすけ）は、落語の名跡。当代は二代目。
- 初代橘家蔵之助 - 当該項目で記述
- 二代目橘家蔵之助 - 本項目で記述

二代目 橘家 蔵之助（たちばなや くらのすけ、1957年10月26日 - ）は、福岡県北九州市出身の落語家。本名∶小島 敏郎。落語協会所属。出囃子∶『万才くずし』。

## 経歴
1981年3月、五代目月の家圓鏡に入門。翌年3月「月の家かがみ」として前座となる。
1986年9月に柳家福治、三遊亭乱丈と共に二ツ目昇進で鷹蔵に改名。
1996年3月に春風亭勢朝、いなせ家半七、三遊亭窓里、林家とんでん平、柳家さん福、柳家福治、三遊亭らん丈、橘家仲蔵と共に真打昇進し二代目橘家蔵之助を襲名。

## 芸歴
- 1981年3月 - 五代目月の家圓鏡に入門。
- 1982年3月 - 前座となる、前座名「かがみ」。
- 1986年9月 - 二ツ目昇進、「鷹蔵」に改名。
- 1996年3月 - 真打昇進、「二代目橘家蔵之助」を襲名。

## 人物
得意ネタは『鷺とり』『お血脈』『替り目』など。趣味は落語、観劇、プラモデル、映画（邦画）、キャンプ。
師匠の親友である作家・半村良とも交友があり、エッセイや小説にも顔を出す。
脳梗塞で倒れるが、復帰している。

## テレビ出演
- お好み寄席（火曜日、NHK衛星第2テレビ）

※「チーム対抗!大喜利合戦」のスーパーバイザーとして出演（中盤の「芸の玉手箱」と「かけあい大喜利」を担当）。
※2008年6月17日放送分（BS2において）では、師弟競演として師匠・圓蔵とともに出演。
※前身番組の『シブヤらいぶ館』（2006年度）→『BSふれあいステージ』（2007年度）1企画時のコーナー時代（「チーム対抗!大喜利合戦」にリニューアルする前の「花の落語家六人衆・お笑いブレインバトル」→「お好み大喜利」）からレギュラー出演している。
- 柳家喬太郎のようこそ芸賓館（BS11）

## 受賞
- 1996年 - 第1回 林家彦六賞
- 1996年 - 北九州市民文化奨励賞